# 사랑과 우정
《사랑과 우정》은 1993년 7월 5일 ~ 1993년 8월 24일까지 방영된 SBS 월화드라마이며 이 작품까지 SBS의 9시 월화극은 '월화 소설극장 미니시리즈'로 방영됐다.

## 소개
고교시절 문학서클 회원들이 혼돈의 80년대를 어떻게 고뇌하고 사랑하며 인생을 배워나가는지를 그린 드라마이다.

## 출연진
- 이상아 : 예원 역
- 조재현 : 순구 역
- 윤해영 : 순아 역
- 박진성 : 호영 역
- 남주희
- 남성진 : 경석 역
- 서창호 : 명진 역
- 남일우
- 김민정
- 김갑수